# Molí de Brotons
El Molí de Brotons, o Molí de la Tosca, fou un molí situat en el terme municipal de Castellcir, a la comarca del Moianès. És a l'enclavament de la vall de Marfà.

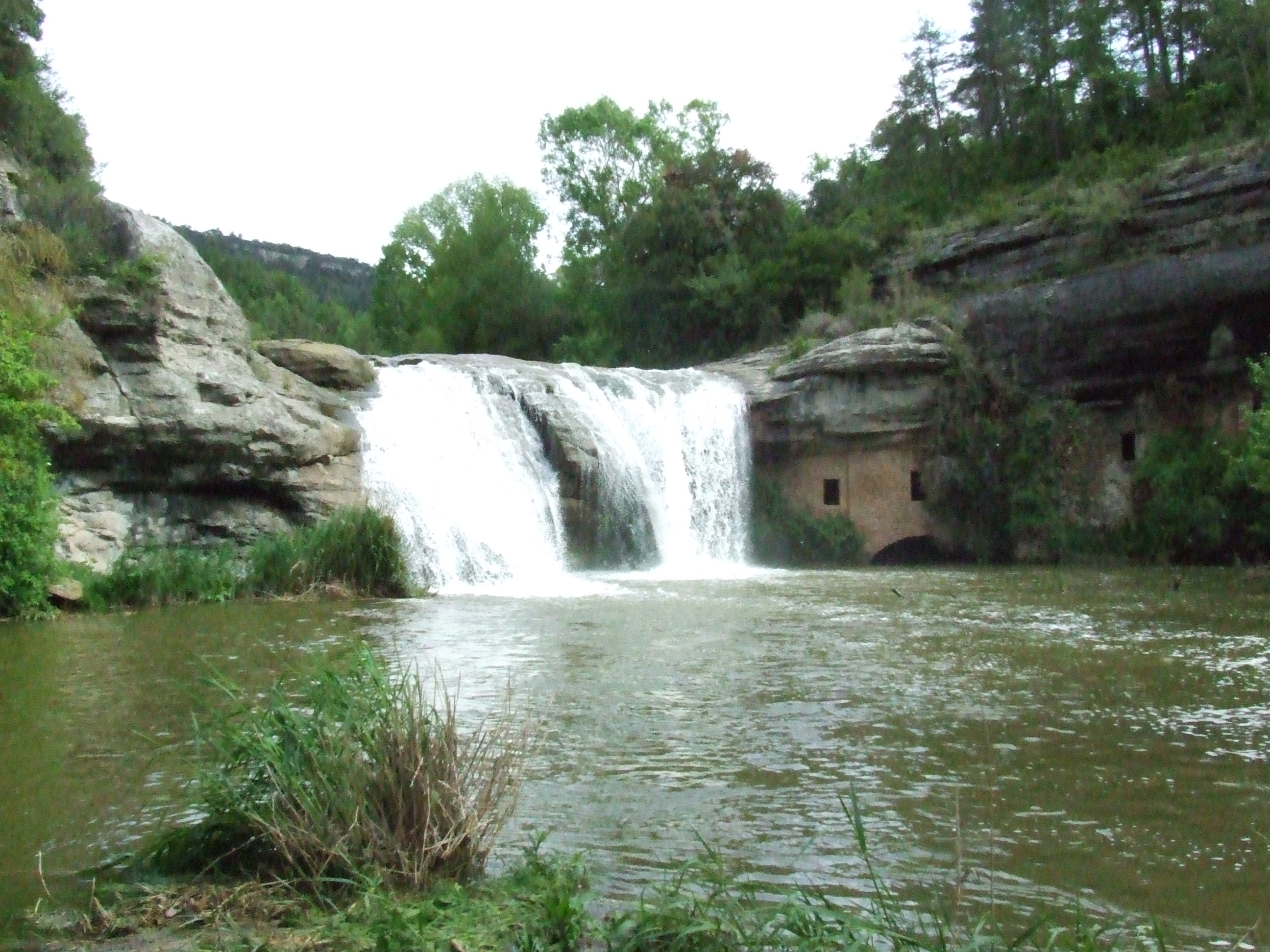
El Salt de la Tosca i el Molí de Brotons, en un dia de forts aiguats

Les seves restes estan situades a l'esquerra de la riera de Marfà, al nord-est de la masia de Marfà i a prop i també al nord-est de la capella de la Mare de Déu de la Tosca i del Molí de Marfà.
És un molí semitroglodític, situat aprofitant unes balmes a ran de la llera de la riera, a ran del Salt de la Tosca, en un paratge de gran bellesa.
Estigué habitat i en funcionament almenys des del 1608 (en què és anomenat Molí de Brotons o dels Pilars) i fins al segon terç del segle xix: l'any 1863 hi hagué una avinguda d'aigua extraordinària que s'endugué un nadó amb el seu llitet de fusta de l'interior del molí, i hi moriren les vuit persones de la família del moliner. A partir d'aleshores ha romàs abandonat.